# Відчайдушний кіт Васька (мультфільм)
«Відчайдушний кіт Васька» - анімаційний мультфільм 1985 року студії Київнаукфільм, режисер - Олександр Вікен.

## Над фільмом працювали
- Автор сценарію: Вітауте-Геновайте Жилінскайте;

- Кінорежисер: Олександр Вікен;

- Художник-постановник: Микола Чурилов;

- Композитор: Володимир Бистряков;

- Кінооператор: Анатолій Гаврилов;

- Звукооператор: Ізраїль Мойжес;

- Художники-мультиплікатори: Кушнеров Сергій, Чурилова Ніна, Микола Бондар, Н. Устенко, Ельвіра Перетятько;

- Асистенти: Тамара Швець, Тетяна Черні, Микола Бондар, В. Єзерський;

- Монтаж: С. Васильєва;

- Редактор: Наталя Гузеєва;

- Диретор знімальної групи: Іван Мазепа.

### Ролі озвучили
- Євгенія Клименко;

- А. Буряковський.